# Felixsee
Felixsee (in lusaziano Feliksowy jazor) è un comune di 1 812 abitanti del Brandeburgo, in Germania.
Appartiene al circondario della Sprea-Neiße ed è parte dell'Amt Döbern-Land.

## Storia
Il comune di Felixsee venne creato il 31 dicembre 2001 dalla fusione dei comuni di Bloischdorf, Bohsdorf, Friedrichshain e Klein Loitz.
Nel 2003 venne aggregato al comune di Felixsee il comune di Reuthen.

## Geografia antropica
Il territorio comunale di Felixsee è suddiviso nelle frazioni di Bloischdorf, Bohsdorf, Friedrichshain, Klein Loitz e Reuthen.